# 腓特烈王子 (安哈特-德紹)
弗里德里希（Frederick；1769年12月27日—1814年5月27日），安哈特公爵世子，安哈特-德绍公爵利奥波德三世与勃兰登堡-施韦特的路易丝的独生子。